# Dolina Ajalon
Dolina Ajalon (‏עמק איילון‎) – rozległa dolina położona na granicy równiny Szefeli i Wyżyny Judejskiej, w centralnej części Izraela.

## Geografia
Dolina Ajalon jest położona pomiędzy położonymi na wschodzie górami Judzkimi, na południu wzgórzami Szefeli, na północy wzgórzami Benjamina. W kierunku północno-zachodnim dolina jest otwarta na równinę Szaron. Dolina biegnie z północnego zachodu na południowy wschód. Zajmuje obszar 40 km². Jej wysokość waha się od 140 do 200 m n.p.m.
Wody cieków wodnych płynących przez dolinę pochodzą z gór Judzkich, i spływają do rzeki Ajjalon, która ma swoje ujście do rzeki Jarkon. W dolinie znajduje się Park Narodowy Doliny Ajalon.
W dolinie są położone następujące miejscowości: Kefar Bin Nun, Nof Ajjalon, Sza’alwim i Miszmar Ajjalon należące do Samorządu Regionu Gezer, Mewo Choron należący do Samorządu Regionu Matte Binjamin, i miasto Modi’in-Makkabbim-Re’ut znajdujące się w północnej części doliny.

## Historia

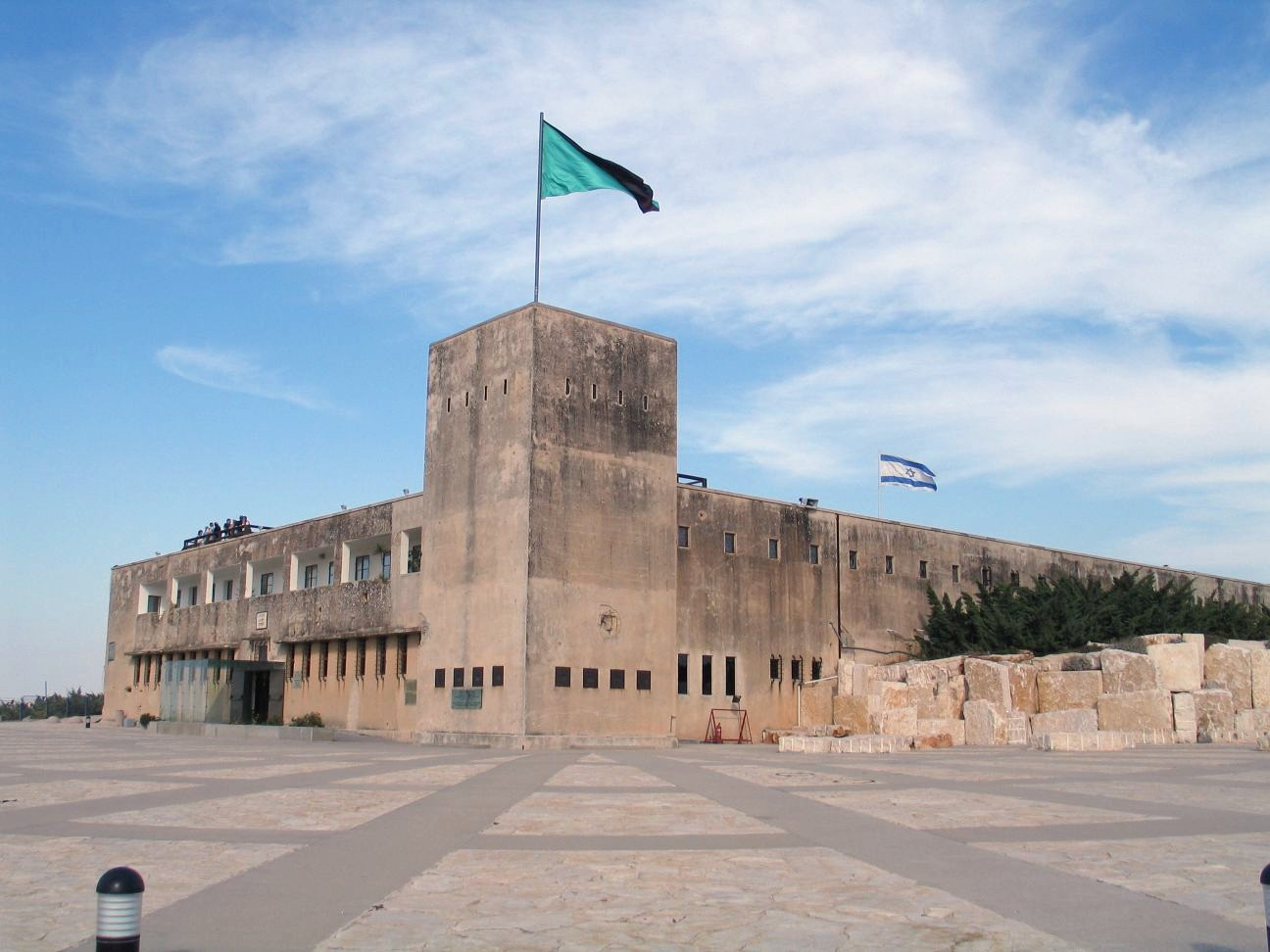
Dawny fort brytyjskiej policji w Latrun

Dolina Ajalon jest związana z licznymi wydarzeniami historycznymi. Po raz pierwszy wspominają o niej listy z Amarna. Opisują one króla Adoni-Zedeka, który po zniszczeniu miasta Ajalon przez najeźdźców, poprosił króla Egiptu o przybycie z pomocą.
Księga Jozuego wymienia ją jako miejsce, w którym Jozue pokonał pięciu władców amoryckich. Po podboju Kanaanu, Hebrajczycy dokonali podziału ziemi pomiędzy Dwanaście Plemion Izraela. Starożytne miasto Ajalon przypadło plemieniu Dan i zostało wyznaczone jako jedno z miast przyznanych lewitom. Pomimo podboju Kanaanu, Izraelici byli nieustannie nękani najazdami Filistynów i z upływem czasu opuścili dolinę Ajalon, wycofując się w Góry Judzkie.
Dolina była miejscem wielkiego zwycięstwa króla Saula nad Filistynami. W późniejszych latach dolina była zamieszkana przez plemię Benjamina. Po podziale Królestwa Izraela, Ajalon stało się granicą pomiędzy Królestwem Judy a położonym na północy Królestwem Izraela. Pierwszy król judzki Roboam, wzmocnił fortyfikacje miasta Ajalon, zapewniając mu garnizon, broń i zapasy żywności.
Krzyżowcy dobrze rozumieli znaczenie strategicznego położenia doliny i wybudowali tutaj zamek obronny. W dolinie doszło do kilku ważnych potyczek krzyżowców z Arabami.
W historii współczesnej dolina Ajalon odgrywała ważną rolę na drodze łączącej Jerozolimę z nadmorską równiną Szaron i portami na wybrzeżu Morza Śródziemnego. Podczas wojny domowej w Mandacie Palestyny i I wojny izraelsko-arabskiej w 1948 doszło tutaj do licznych starć w obronie konwojów do Jerozolimy. Siły żydowskie szturmowały także pozycje arabskie w rejonie Latrun. W wyniku wojny sześciodniowej w 1967 cała dolina Ajalon znalazła się w granicach państwa Izrael.

## Komunikacja
Przez środek doliny Ajalon przechodzi autostrada nr 1  (Tel Awiw–Jerozolima), która na wysokości Latrun krzyżuje się z drogą ekspresową nr 3  (Aszkelon–Modi’in-Makkabbim-Re’ut). Równolegle do autostrady nr 1 biegnie droga nr 424 . Przez dolinę przebiega także linia szybkiej kolei do Jerozolimy.

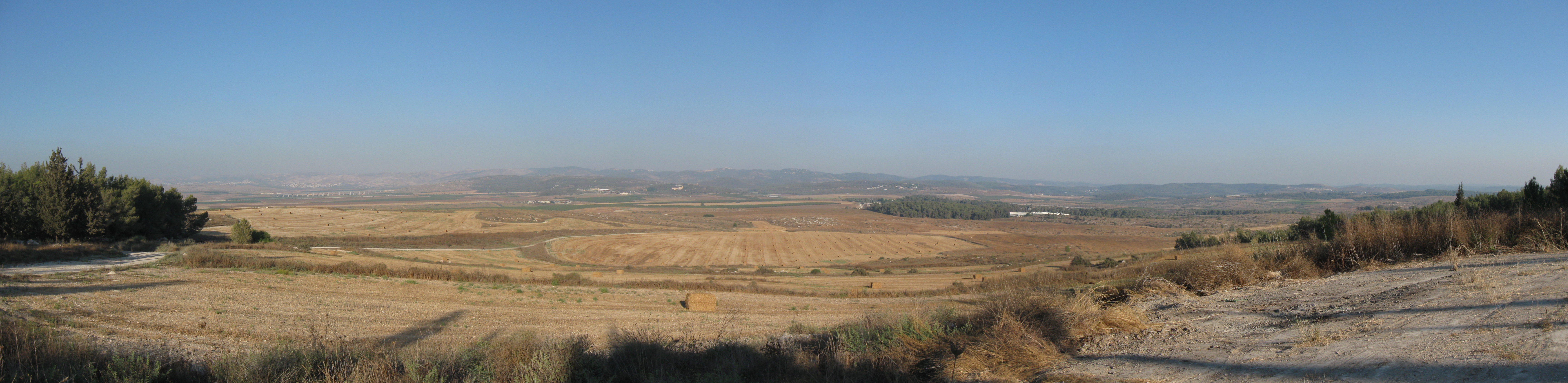
Panorama Doliny Ajalon

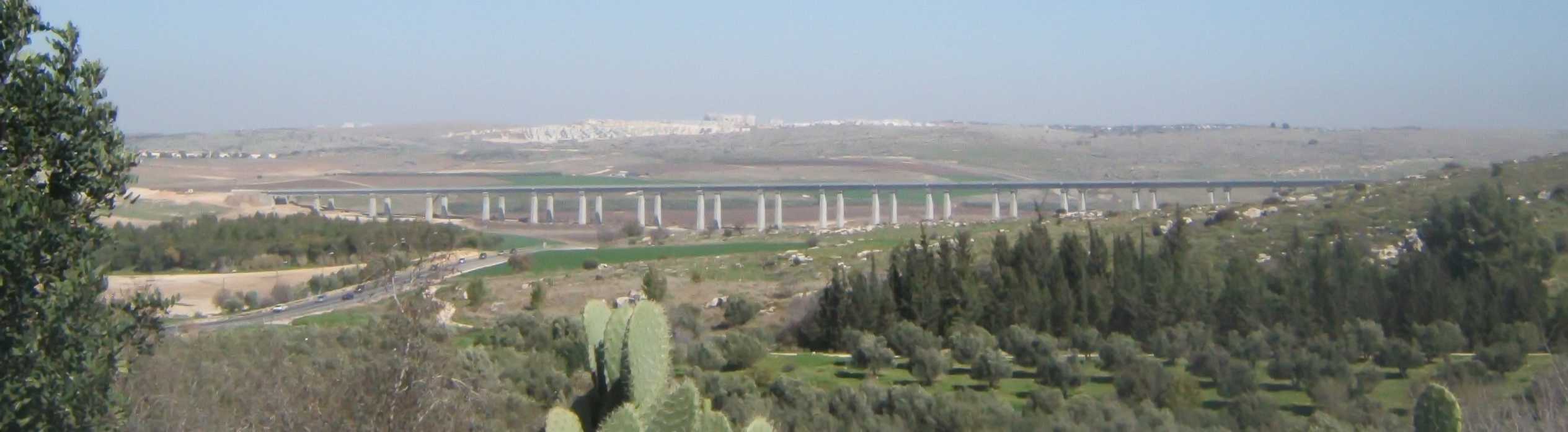
Widok na most kolejowy w Dolinie Ajalon